# Бумаль, Петрус
Петру́с Бума́ль (фр. Petrus Boumal; род. 20 апреля 1993, Яунде) — камерунский футболист, полузащитник эмиратского клуба «Аль-Оруба». Выступал за сборную Камеруна.

## Карьера
Петрус Бумаль родился в столице Камеруна — городе Яунде. Футбольное образование получил во Франции; с 2006 года футболист обучался в академии «Сошо». С 2010 года Бумаль выступал за вторую команду «Сошо» в Любительском чемпионате Франции, а 3 декабря 2011 дебютировал за основную команду в Лиге 1 (в выездном матче против «Дижона»).
Этот матч остался для полузащитника единственным в сезоне, ещё 7 матчей он отыграл 2 сезона спустя и летом 2014 года продолжил карьеру в чемпионате Болгарии.
Петрус Бумаль впервые сыграл за «Литекс» 17 июля 2014 года в отборочном матче лиги Европы против венгерского клуба «Диошдьёр». Футболист вышел на поле в стартовом составе, а во второй половине встречи был заменён на Румена Руменова.
С началом чемпионата Болгарии 2014/15 Бумаль стал регулярно выступать в этом турнире и 15 августа 2014 года в матче против команды «Черно море» отметился первым результативным действием, отдав голевую передачу на Вильмара Хордана.
28 ноября 2015 года Бумаль забил единственный гол за «Литекс», поразив ворота Виктора Голаса из пловдивского «Ботева».
В сентябре 2016 года камерунец перешёл в софийский ЦСКА.
19 августа 2017 года Бумаль перешел в екатеринбургский «Урал» в составе которого провел 58 матчей. В августе 2020 года Бумаль подписал контракт с новичком турецкой Суперлиги «ББ Эрзурумспор».
7 сентября 2021 года Бумаль подписал двухлетний контракт с «Нижним Новгородом». Бумаль в сезоне-2021/22 провел в РПЛ всего три матча. В игре с «Зенитом» (1:5) он был удален с поля в первом тайме, в перерыве у него произошел конфликт с главным тренером Александром Кержаковым. Позже игрок принес извинения команде, однако его отстранили от тренировок. 6 декабря 2021 года клуб и игрок расторгли контракт по соглашению сторон.

## Достижения
ЦСКА (София)
- Вице-чемпион Болгарии: 2016/17